# Напівпроста група Лі
Напівпроста група Лі — зв'язна група Лі, яка не має нетривіальних зв'язних розв'язних (або, що рівносильно, зв'язних абелевих) нормальних підгруп.

## Приклади
Приклади напівпростих груп Лі (Див. також Діаграма Динкіна)
- {\displaystyle A_{n}:} {\displaystyle {\mathfrak {sl}}_{n+1}}
- {\displaystyle B_{n}} {\displaystyle {\mathfrak {so}}_{2n+1}}
- {\displaystyle C_{n}:} {\displaystyle {\mathfrak {sp}}_{2n}}
- {\displaystyle D_{n}:} {\displaystyle {\mathfrak {so}}_{2n}}
- {\displaystyle E_{6}}
- {\displaystyle E_{7}}
- {\displaystyle E_{8}}
- {\displaystyle F_{4}}
- {\displaystyle G_{2}}

| Алгебра | Це незавершена стаття з алгебри. Ви можете допомогти проєкту, виправивши або дописавши її. |